# TVBS文茜的世界周報
《TVBS文茜的世界周報》（英語：TVBS Sisy's World News）是臺灣一檔以國際新聞為主題的專題報導節目，由陳文茜主持。最初在2005年9月3日於中天新聞台開播，原稱《文茜的世界周報》（英語：Sisy's World News）。2020年12月11日，因中天新聞台換照問題一度停播，於中天新聞台播出長達十五年三個月。自2020年12月26日起轉至TVBS播出，但中天亚洲台在中天新闻台停播后仍然保持每周播出精选版。

## 播出時間

### 首播
TVBS文茜的世界周報
| 頻道       | 所在地   | 播映日期                    | 播出時間                            | 備註                                               |
| ---------- | -------- | --------------------------- | ----------------------------------- | -------------------------------------------------- |
| TVBS       | 中華民國 | 2020年12月26日至今          | 每週六21:00-23:00 每週日21:00-22:00 | TVBS-Asia 同步播出                                 |
| TVBS精采台 | 中華民國 | 2021年2月13日-2022年3月19日 | 每週六21:00-23:00 每週日21:00-22:00 | 2022/3/19因播出來吧！營業中，亞洲版暫停一次        |
| TVBS精采台 | 中華民國 | 2020年12月26日-2021年2月7日 | 每週六21:00-23:00 每週日22:30-23:30 | 戲劇節目播畢，改為與有線同步                       |
| TVBS精采台 | 中華民國 | 2022年3月26日-2022年4月10日 | 每週六22:00-00:00 每週日21:00-22:00 | 因播出來吧！營業中，延後一小時播出                 |
| TVBS精采台 | 中華民國 | 2022年4月17日至今           | 每週六22:00-00:00 每週日22:00-23:00 | 因播出原子少年Atom Boyz，延後一小時播出            |
| 中天亚洲台 | 中華民國 | 开播日期不详，至今          | 每週六22:00-23:00                   | 2020年12月11日后的节目为在中天电视时期制作的精选版 |

TVBS文茜的世界財經周報
| 頻道       | 所在地   | 播映日期                    | 播出時間          | 備註                                    |
| ---------- | -------- | --------------------------- | ----------------- | --------------------------------------- |
| TVBS       | 中華民國 | 2020年12月26日至今          | 每週日22:00-23:00 | TVBS-Asia 同步播出                      |
| TVBS精采台 | 中華民國 | 2021年2月13日-2021年4月25日 | 每週日22:00-23:00 | 因火神的眼淚接檔，暫停播出              |
| TVBS精采台 | 中華民國 | 2021年9月5日至今            | 每週日22:00-23:00 | 戲劇節目播畢，恢復播出                  |
| TVBS精采台 | 中華民國 | 2020年12月26日-2021年2月7日 | 每週日23:30-00:30 |                                         |
| TVBS精采台 | 中華民國 | 2022年4月17日至今           | 每週日23:00-00:00 | 因播出原子少年Atom Boyz，延後一小時播出 |

## 簡介

### 中天新聞台時期
《文茜的世界周報》最早於2005年9月3日起開播，契機為播報2005年颶風卡崔娜。於每週六及週日晚間10時播出一小時，是臺灣少數獨立製播國際新聞的新聞節目之一，由知名新聞工作者陳文茜主持。與其他同類型國際新聞節目不同，《文茜的世界周報》每週製播不同主題的專題，以國際時事為主，但也有氣候變遷等長期關注的專題。
2010年與2011年，《文茜的世界周報》與《文茜的世界財經周報》也分別獲得金鐘獎的綜合節目獎，也先後入圍過綜合節目主持人獎。另外在2010年，陳文茜曾與該節目的工作團隊推出紀錄片《±2℃》，共同關注全球暖化議題。
早期是以全球新聞觀點為主的新聞節目，2010年起重新改版，並增加對中国大陸相關新聞的製播比例，每週固定製作至少一則、至多整集的中國大陸專題。節目中多半以「中國」、「中國大陸」稱呼中國大陸，與在中天新聞台其他節目的稱呼不同。不過在國際議題則以「中國」稱之。
2014年，配合中天電視設備升級，於10月11日起進行HD訊號測試，改以16:9比例鏡面製播節目，並於同年11月15日起全面改以高畫質訊號播出，且配合設備、畫質升級，也於2015年起改以全新製作的片頭動畫與鏡面製播。
2018年1月6日起，《文茜的世界周報》每週六由一小時延長至兩小時（晚間10時至隔日午夜12時），《中天的夢想驛站》停播。同年2月24日起，每週六節目提前至晚間9時播出，時長仍維持兩小時，其中晚間9時至10時播出一小時亞洲版。
2019年3月23日至31日，陳文茜因病請假並由《新聞深喉嚨》主持人平秀琳代班，是該節目首次有代班主持人之情形。同年4月6日起，因陳文茜身體需休養，並配合隔年總統選舉，星期六、日節目延後至晚間10時播出，其時長亦縮短為一小時。其中週六亞洲版時段暫時停播，週日時段則僅播出《文茜的世界財經周報》。6月8日起，亞洲版復播。6月15日起，週六節目時長恢復為兩小時（晚間10時至隔日午夜12時）播出，其中週六亞洲版時段改至晚間11時播出。8月31日起，週六亞洲版時段恢復至晚間10時播出。
2020年1月18日，週日節目恢復播出至兩小時，《文茜的世界財經周報》時間編排不變；而週六節目則提前至晚間9時（晚間9時至11時）播出，其中亞洲版時段亦跟進至晚間9時播出。2月1日起，週六節目於晚間10時播出歐洲版。同年12月，隨著中天新聞台換照案失利，本節目分別於5日及6日播出最後一週的節目後正式停播，結束了本節目在中天新聞台15年又3個月的歷史。同月11日，在中天新聞台播出的最後一天，本節目於當天晚上10時在《文茜的世界周報》YouTube頻道及Facebook粉絲專頁採取現場直播的方式播出「告別版」。
原本節目預定移頻至同集團的中視頻道播出，但中視能夠播出的時段無法配合原來的播出時間，甚至於可能會影響中視頻道的廣告收入，後來在TVBS董事長陳文琦力邀下，每周六日晚間2100與2200製播TVBS文茜的世界周報與TVBS文茜的世界財經周報。節目因此轉至TVBS頻道播出。值得一提的是中天亚洲台没有就此停播此节目，仍然每周播出一期精选版内容。

### TVBS時期
2020年12月26日，移至TVBS頻道試播，由陳文茜本人監製，2021年1月2日正式播出。

## 新聞來源
- 中央社
- 中国中央电视台
- 中國環球電視網（CGTN）
- 東方衛視
- 中國新聞社
- 香港電台 (RTHK)
- 梨視頻
- 香港有線電視
- 凤凰卫视
- 星島日報
- 南華早報
- 聯合早報
- 日本放送協會 (NHK)：國際報道、News Watch 9
- 朝日新聞
- 日本經濟新聞
- 阿里郎电视台（Arirang）
- 韓聯社
- YTN
- SBS
- 今日俄罗斯（RT）
- 半岛电视台
- Press TV
- 土耳其廣播電視公司國際頻道（TRT world）
- 庫德斯坦24
- 美国之音（VOA）
- 公共廣播電視公司（PBS）
- CBS
- CNN
- abc新聞
- 福斯新聞頻道（Fox News）
- MSNBC
- NBC新聞
- 消費者新聞與商業頻道（CNBC）
- 彭博新聞社
- 華爾街日報
- 紐約時報
- 華盛頓郵報
- 時代雜誌
- VOX（页面存档备份，存于）
- 歐洲新聞台
- 德國之聲
- 明鏡周刊
- France 24
- BFM TV
- 巴黎人報
- 世界報
- BBC
- 天空新聞台
- itv news
- Channel 4
- 衛報
- 金融時報
- 經濟學人
- 路透社

## 曾受專訪的名人
- 郭台銘（鴻海創辦人）
- 韩正（前上海市長）
- （美國前副總統）
- （氣候變遷專家）
- 金泳三（前任韓國總統）
- 安德烈·波伽利（古典跨界男高音）
- 菲利浦·葛拉斯（美國當代作曲家）
- 羅伯·威爾森（美國導演暨劇作家）
- （電影配樂大師）
- （「救援女人（英语：Women for Women International）」創辦人）
- （諾貝爾經濟學獎得主）
- 伊隆·马斯克（美國企業家）
- 迈克尔·桑德尔（美國政治哲學家、哈佛大学教授）
- 潘石屹（SOHO中國董事長）、張欣夫婦
- 成思危（中国科学院大学管理学院院長，中國第九、十屆全國人民代表大會常務委員會副委員長）
- 克雷頓·克里斯汀生（哈佛商学院工商管理教授）
- 西薇·姬兰（英语：Sylvie Guillem）（法國著名芭蕾舞家）
- 施崇棠（華碩電腦董事長）、童子賢（和碩聯合科技董事長）
- 白岩松（央視主播）
- 葉恭平（费米国立加速器实验室資深研究員）
- 戴相龙（前天津市長）
- 伊沃·德波爾（英语：Yvo de Boer）（KPMG氣候變遷與永續發展領域全球特級顧問）
- 女神卡卡（美國歌手）
- （星巴克董事長兼執行長）
- 李安（臺灣導演）
- 林冠英（馬來西亞檳城首席部長）
- V.K克（臺灣音樂家）
- （2006年諾貝爾經濟學獎得主）
- 宫崎骏（日本動畫導演）
- 陸雄文（复旦大学管理學院院長）
- 李柱銘（香港民主黨創黨主席）
- 李成（英语：Cheng Li）（约翰桑顿中国中心主任）
- 吳宇森（香港電影導演）
- （麻省理工学院机器人学Panasonic教授）
- 包道格（前美國在臺協會臺北辦事處處長）
- 馬丁·史柯西斯（美國電影導演、監製、編劇和電影歷史學家，奧斯卡最佳導演獎得主）

## 衍生節目
- 《TVBS文茜的世界財經周報》（TVBS Sisy's Finance Weekly）
- 《文茜的世界財經周報》（Sisy's Finance Weekly）
- 《中天的夢想驛站》（Courier Station of Dream）（已停播）

## 製作團隊

### 中天新聞台時期
- 監製：梁天俠
- 編審：薄征宇
- 製作人:李祈臻、屈繼堯、白倩瑜、沈正彥
- 資深主編：陸剛
- 採訪撰稿：張雅齡、李瑞玉、馬詩雲、沈正彥、白倩瑜、王雅倫、沈千巧、陸惠玲、吳青怡、莊玉珍、楊爾斯
- 製作助理：王品琦、孫紫婷、徐筱崴、曾建嘉
- 視覺設計：中天視創中心
- 後製：黃承琦、端正博、李佳蓁、袁瑞宏、游勝凱、鄭瑛圓、胡瓊文、姚元偉
- 攝影：詹育華、汪彥超、陳鴻斌、吳明忠、温明書、李建庭、林傳發
- 成音：周易霖
- 視訊：蘇國維
- 技術指導：劉世淇
- 燈光：彭俊豪
- 助理導播：林采玲、林孟穎
- 現場指導：蔡筱韻、王美姍
- 導播：呂雅玲

### TVBS時期
- 監製：陳文茜
- 製作人：白倩瑜、張品茲
- 資深主編：陸剛
- 採訪撰稿：李瑞玉、馬詩雲、沈千巧、王雅倫、陸惠玲、楊爾斯、沈正彥、周佩萱
- 執行企劃：楊欣琳
- 執行製作：李佳穎、江浩廷、陳雨欣、金倢伃
- 空間設計：黃建豪、洪如芬
- 視覺設計：黃佩菁、蔡燦恩、張日芬、劉保佑、陳毅文
- 美術道具：謝延忠、劉葦蓁
- 佈景裝置：連友銘、周清禮、謝世傑、李宥宏
- 視訊：潘致瑋
- 技術指導：林益正
- 燈光：陳柏勛、汪詩凱、李仲麟、陳朝陽
- 成音：張大維、李宥舫、孫慶麟
- 後製統籌：黃志安
- 後製：楊怡慧、曹均、林慧齡、李凱庭
- 電腦字幕：吳宜庭
- 助理導播：王安宜
- 導播：吳佳鴻
- 梳化：亞萱造型學院
- 音樂提供：環球音樂
- 製作、著作公司：聯利媒體股份有限公司

## 同類型國際新聞節目
- 《李四端的雲端世界》（東森新闻台）
- 《Focus全球新聞》（TVBS）
- 《全球現場》（公視）
- 《華視最國際》（華視新聞資訊台）
- 《國際線出發》（華視新聞資訊台）
- 《寰宇全球新聞》（寰宇新聞台）
- 《范琪斐的寰宇漫遊》（寰宇新聞台）
- 《寰宇全視界》（寰宇新聞台）
- 《寰宇看東亞》（寰宇新聞台）
- 《看見新東協》（寰宇新聞台）
- 《益起看世界》（台視新聞台、台視主頻）
- 《全球大視野》（中天新聞台）
- 《前進戰略高地》（中天新聞台）
- 《國際直球對決》（中天新聞台）

## 獲獎與提名

### 電視金鐘獎
| 年份 | 獲提名                 | 獎項                         | 結果 |
| ---- | ---------------------- | ---------------------------- | ---- |
| 2010 | 《文茜的世界周報》     | 第45屆金鐘獎綜合節目獎       | 獲獎 |
| 2010 | 《文茜的世界周報》     | 第45屆金鐘獎綜合節目主持人獎 | 提名 |
| 2011 | 《文茜的世界財經周報》 | 第46屆金鐘獎綜合節目獎       | 獲獎 |
| 2011 | 《文茜的世界財經周報》 | 第46屆金鐘獎綜合節目主持人獎 | 提名 |

## 關聯項目
- ±2℃

## 外部連結
- 文茜的世界周報 Sisy’s World News （页面存档备份，存于）（繁體中文）
- 文茜的世界周報 Sisy's World News的Facebook專頁
- YouTube上的TVBS 文茜的世界周報 TVBS Sisy's World News頻道
- YouTube上的2020【文茜的世界周報 Sisy's World News】完整版播放列表
- YouTube上的【中天的夢想驛站】單則影音播放列表
- YouTube上的【文茜世界財經周報】單則影音播放列表
- YouTube上的【文茜世界周報】單則影音播放列表
- YouTube上的【中天的夢想驛站】完整版 播放列表
- YouTube上的【文茜的世界周報 Sisy's World News】完整版播放列表

## 節目的變遷
| 臺灣 中天新聞台 每週六 22:00 - 24:00 | 臺灣 中天新聞台 每週六 22:00 - 24:00             | 臺灣 中天新聞台 每週六 22:00 - 24:00 |
| ------------------------------------ | ------------------------------------------------ | ------------------------------------ |
|                                      | 文茜的世界周報 （2005年9月3日 - 2020年12月11日） |                                      |
| 未知                                 | 電視台於2020年12月12日起終止播映                 |                                      |
| 每周日22:00 - 23:00                  |                                                  |                                      |
| —                                    | 文茜的世界財經周報 （ - ）                       | —                                    |

| 臺灣 中天亞洲台 每週六 22:00 - 23:00 | 臺灣 中天亞洲台 每週六 22:00 - 23:00 | 臺灣 中天亞洲台 每週六 22:00 - 23:00 |
| ------------------------------------ | ------------------------------------ | ------------------------------------ |
|                                      | 文茜的世界周報 （不詳 - 至今）       |                                      |
| —                                    | —                                    |                                      |

| 臺灣 TVBS 每週六 21:00 - 23:00、每週日 21:00 - 22:00 | 臺灣 TVBS 每週六 21:00 - 23:00、每週日 21:00 - 22:00 | 臺灣 TVBS 每週六 21:00 - 23:00、每週日 21:00 - 22:00 |
| ---------------------------------------------------- | ---------------------------------------------------- | ---------------------------------------------------- |
|                                                      | TVBS文茜的世界周報 （2020年12月26日 - 至今）         |                                                      |
| 無                                                   | —                                                    |                                                      |
| 每週日 22:00 - 23:00                                 |                                                      |                                                      |
| —                                                    | TVBS文茜的世界財經周報 （2020年12月26日 - 至今）     | —                                                    |

| 臺灣 TVBS精采台 每週六21:00 - 23:00、每週日21:00 - 22:00 | 臺灣 TVBS精采台 每週六21:00 - 23:00、每週日21:00 - 22:00 | 臺灣 TVBS精采台 每週六21:00 - 23:00、每週日21:00 - 22:00 |
| -------------------------------------------------------- | -------------------------------------------------------- | -------------------------------------------------------- |
|                                                          | TVBS文茜的世界周報 （2021年2月13日 - 2022年3月19日）     |                                                          |
| —                                                        | —                                                        |                                                          |
| 每週六21:00 - 23:00、每週日22:30 - 23:30                 |                                                          |                                                          |
| —                                                        | TVBS文茜的世界周報 （2020年12月26日 - 2021年2月7日）     | —                                                        |
| 每週六22:00 - 00:00、每週日21:00 - 22:00                 |                                                          |                                                          |
| —                                                        | TVBS文茜的世界周報 （2022年3月26日 - 2022年4月10日）     | —                                                        |
| 每週六22:00 - 00:00、每週日22:00 - 23:00                 |                                                          |                                                          |
| —                                                        | TVBS文茜的世界周報 （2022年4月17日 - 至今）              | —                                                        |
| 每週日22:00 - 23:00                                      |                                                          |                                                          |
| —                                                        | TVBS文茜的世界財經周報 （2021年2月13日 - 2021年4月25日） | —                                                        |
| 每週日22:00 - 23:00                                      |                                                          |                                                          |
| —                                                        | TVBS文茜的世界財經周報 （2021年9月5日 - 至今）           | —                                                        |
| 每週日23:30 - 00:30                                      |                                                          |                                                          |
| —                                                        | TVBS文茜的世界財經周報 （2020年12月26日 - 2021年2月7日） | —                                                        |
| 每週日23:00 - 00:00                                      |                                                          |                                                          |
| —                                                        | TVBS文茜的世界財經周報 （2022年4月17日 - 至今）          | —                                                        |